# Hirotaka Sugawara

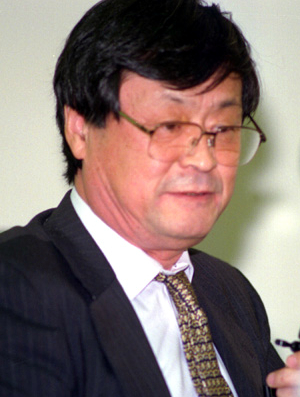
Hirotaka Sugawara (1999)

Hirotaka Sugawara (jap. 菅原 寛孝, Sugawara Hirotaka; * 15. März 1938 in der Präfektur Miyagi, Japan) ist ein japanischer theoretischer Physiker, der sich mit Elementarteilchenphysik beschäftigt.

## Leben
Sugawara erhielt seinen Vordiplomabschluss 1961 und seinen Diplomabschluss 1963 an der Universität Tokio, an der er 1966 in Physik promoviert wurde. Danach forschte er als Post-Doktorand an der Cornell University (1966), an der University of California, Berkeley (1966/67), an der University of Chicago (1967/68) und an der Pädagogischen Hochschule Tokio (Tokyo University of Education), bevor er 1971 Professor am Institut für Kernphysik der Universität Tokio wurde. Ab 1975 war er Professor am Nationalen Labor für Hochenergiephysik (KEK), dessen Direktor er ab 1989 war.
Er ist bekannt für die Sugawara Konstruktion von Virasoro-Algebren in der konformen Feldtheorie.
Später war er Präsident der Japan Society for the Promotion of Science (JSPS) in Washington, D.C. 2012 war er Berater des Okinawa Institute of Science and Technology (OIST).
1971 erhielt er den Nishina-Preis und 1996 den Toray Science and Technology Prize. Er ist Mitglied der Japanischen Physikalischen Gesellschaft.
Er ist verheiratet und hat ein Kind.

## Schriften
- Application of Current Commutation Rules to Nonleptonic Decay of Hyperons, Phys. Rev. Letters, Band 15, 1965, S. 997
- A Field Theory of Currents, Physical Review, Band 170, 1968, S. 1659 (Sugawara Konstruktion)
- Extended Model of Elementary Particles Based on Analogy with Superconductivity, Phys. Rev. D, Band 10, 1974, S. 4257